# RMS Cedric
RMS Cedric là một con tàu viễn dương thuộc sở hữu của White Star Line. Nó là con tàu lớn nhất thế giới vào thời điểm nó đi vào hoạt động. RMS Cedric là chiếc thứ hai trong bộ tứ tàu trên 20.000 tấn, được mệnh danh là Big Four. Sự nghiệp của nó đầy rẫy những va chạm và sự cố nhỏ, chủ yếu diễn ra trên các chuyến đi từ Liverpool đến New York.